# جيمي ليونز
جيمي ليونز (بالإنجليزية: Jimmy Lyons)‏ هو عازف جاز أمريكي، ولد في 1 فبراير 1933 في جيرسي سيتي في الولايات المتحدة، وتوفي في 19 مايو 1986 في نيويورك في الولايات المتحدة بسبب سرطان الرئة.

## وصلات خارجية
- جيمي ليونز على موقع ميوزك برينز (الإنجليزية)
- جيمي ليونز على موقع أول ميوزيك (الإنجليزية)
- جيمي ليونز على موقع ديسكوغز (الإنجليزية)